# Pedro López de Ayala

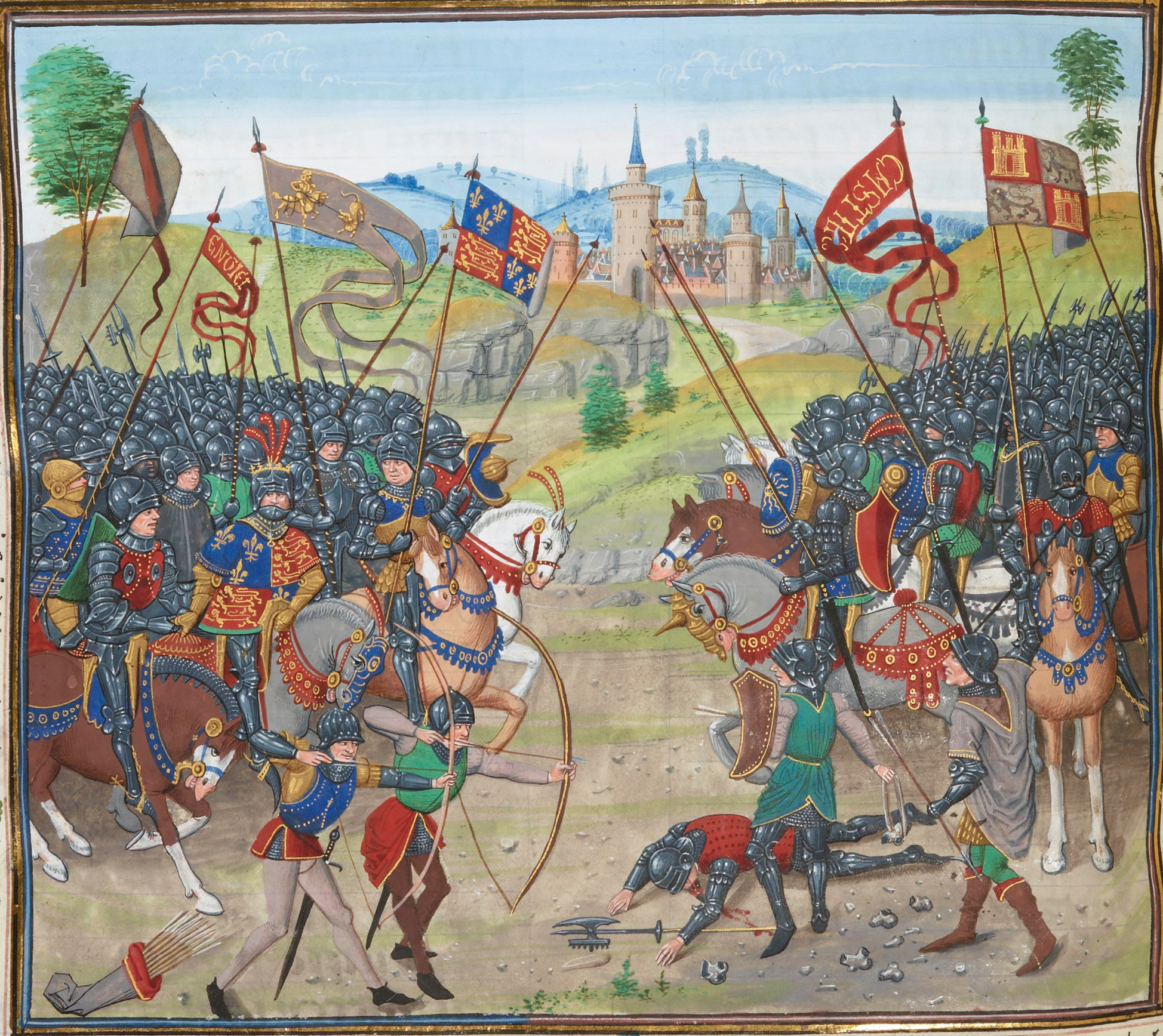
Gravura da batalha de Nájera (1367), nas crónicas de Froissart

Pero (ou Pedro) López de Ayala (Vitória, 1332? – Calahorra, 1407?) foi um poeta, historiador e estadista do Reino de Castela.

## Biografia
Nasceu em Vitória no seio duma família nobre, filho de Fernando Peres de Ayala e de Elvira Álvarez de Cevallos. O seu pai era sobrinho do cardeal Pedro Gómez Barroso e recebeu formação religiosa até ter que assumir a direção da sua família; foi famoso pela sua eloquência e talentos de negociador e o deve ter dado ao filho a educação moral e religiosa que carateriza a sua obra e o conhecimento dos Salmos e da Bíblia. Apesar disso, à semelhança do seu amigo, o poeta e judeu converso Pero Ferrús,[a] passou a juventude a ler obras mais profanas, em especial romances de cavalaria:
| “ | Plogome otrosí oír muchas vegadas libros de devaneos, de mentiras probadas; Amadís e Lançalote, e burlas escantadas, en que perdí mi tiempo a muy malas jornadas… | ” |
|   | — Rimado de Palacio, 163. |   |

Depois da morte prematura do seu irmão mais velho, a família decide cancelar os planos eclesiásticos que tinha para ele e regressa à corte do seu tio para começar a representar os interesses da família como o seu tio toledano que era padre na Corte Régia. Desse modo, quando tinha pouco mais de 20 anos entrou ao serviço de Pedro I de Castela, conhecido popularmente como "o Cruel". Em 1359 navegava ao largo do litoral valenciano e catalão na qualidade de capitão da sua frota.
Em 1366, teve início de forma mais efetiva a rebelião de Henrique de Trastâmara contra o seu meio-irmão Pedro I. Pero Lopes de Ayala e o seu pai mudaram-se para o partido do pretendente bastardo ao trono, o futuro Henrique II.
| “ | Pelo rei matar homens, não chamam justiceiro, (Por el rey matar omnes, non llaman justiçiero) isso seria nome falso: mais próprio é carniceiro (ca sería nombre falso: más propio es carnicero) | ” |

Pedro I tinha executado muitos nobres, na opinião de muitos mais por rancor do que por outro motivo. O próprio escritor afirmou que: «vendo que o feitos de Dom Pedro não iam de boa guisa, determinaram separar-se dele.»
Os Ayala receberam vários privilégios e mercês por essa defeção. Ao futuro chanceler foi outorgado o título de alferes-mor do Pendão da Banda (segundo-tenente) da Ordem da Banda, que ostentou quando lutou ao lado de Henrique na batalha de Nájera em 1367. Este confronto resultou num revés para as forças insurgentes e o poeta foi capturado por Eduardo, o Príncipe Negro, o que acabou por ser uma sorte, pois o rei Pedro tê-lo-ia executado imediatamente. Eduardo pediu um resgate avultado aos Ayala, que o pagaram, e deixou Pero Ayala em liberdade durante seis meses, que chegou a Burgos a tempo de ver Henrique entrar vitorioso na cidade. Como recompensa pela sua lealdade, foram-lhe concedidas várias mercês, como ser nomeado alcaide-mor de Vitória e de Toledo, a posse dos senhorios de Artziniega, Orozko e Valle de Llodio, lugares ricos, férteis e pitorescos, bem como a nomeação como membro do Conselho Real. Em 1378 foi a França para negociar uma aliança contra Inglaterra e Portugal.

## Durante reinado de João I de Castela

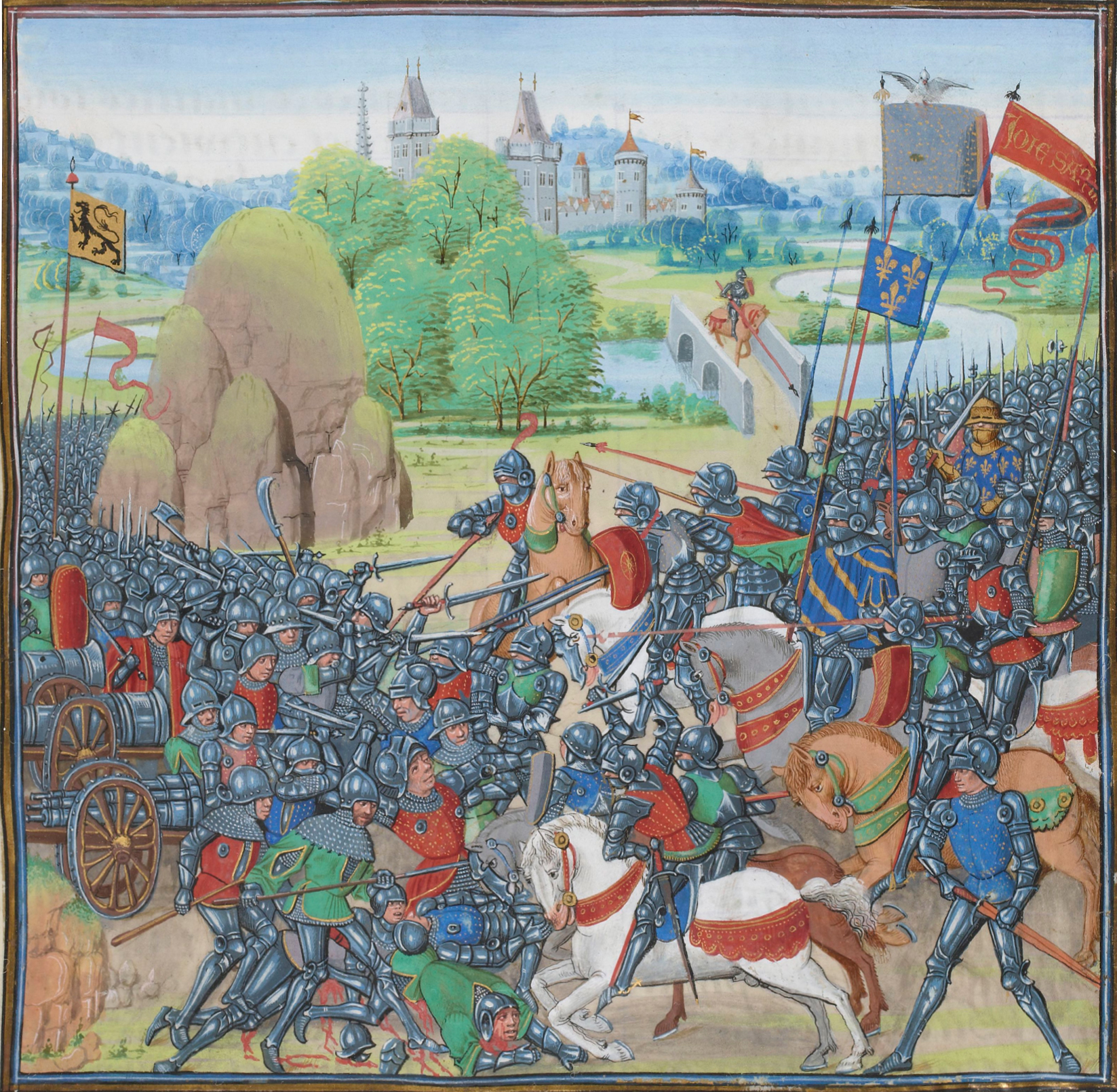
Gravura da batalha de Roosebeke (1382), nas crónicas de Froissart

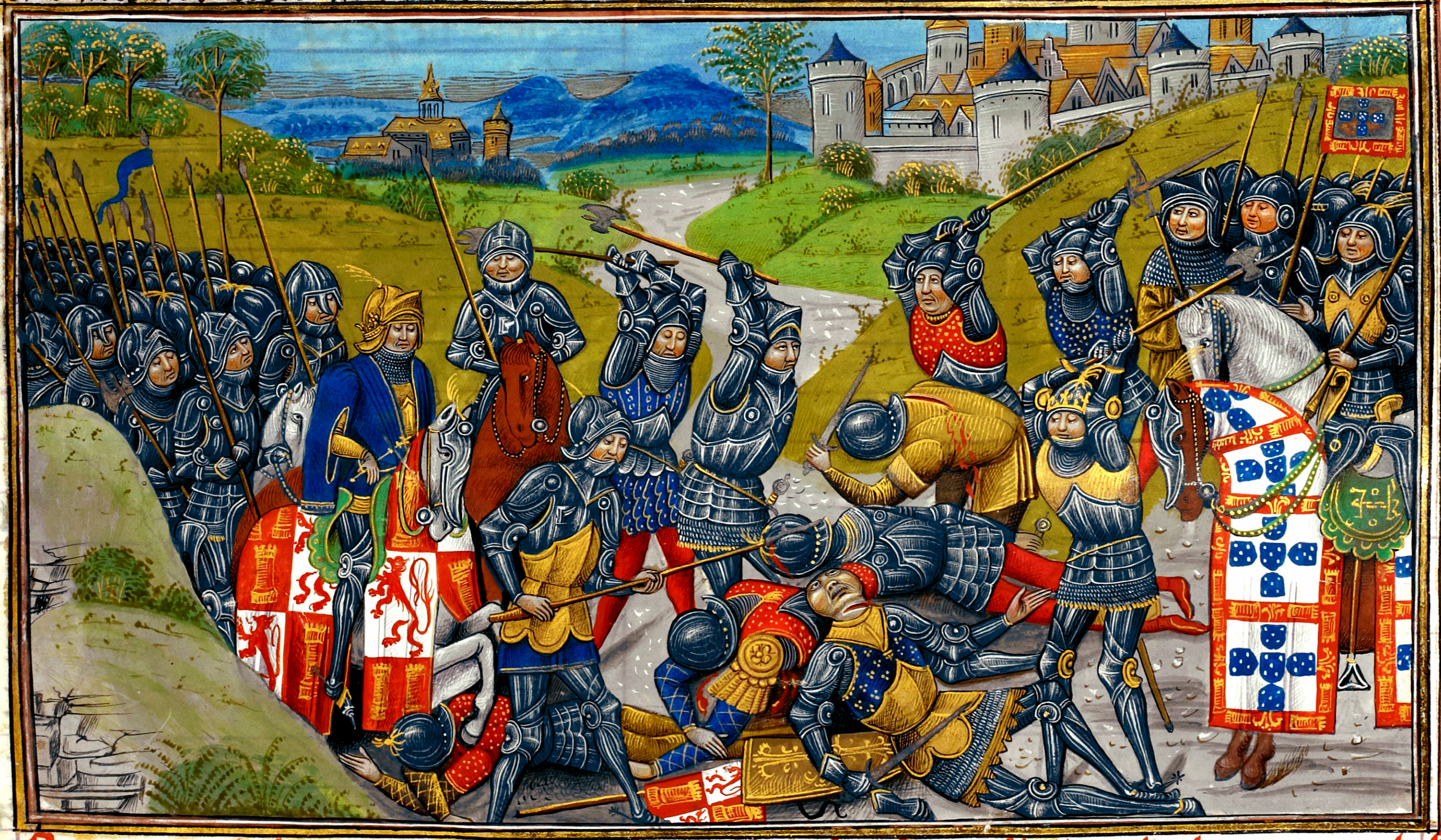
Batalha de Aljubarrota (1385)

Ao morrer em 1379 Henrique II, o seu filho e sucessor João I de Castela confirmou os privilégios outorgados e aumentou-os, encarregando-o de difíceis missões diplomáticas, entre elas a sua embaixada a Carlos VI de França, a quem aconselhou tão acertadamente na batalha de Roosebeke contra os ingleses e flamengos (1382), que o monarca francês o nomeeou seu camareiro e concedeu uma pensão vitalícia de mil moedas de ouro a Pero Ayala e ao seu filho primogénito.
A proclamação de João, Mestre de Avis pelos portugueses estragou os planos de João I de Castela de ser reconhecido  como rei de Portugal pelos portugueses (em rigor, pelos portugueses que fossem proprietários de 300 libras fernandinas ou mais, e os outros não contariam). López de Ayala, que não era partidário duma guerra de Castela contra os portugueses, esforçou-se por dissuadir o monarca, mal aconselhado por uma geração de jovens cortesãos, mas não evitou a luta quando a rebentou a guerra, empunhando de novo o estandarte da Ordem da Banda e tentando neutralizar as imprudências temerárias dos donzéis cortesãos na desastrosa batalha de Aljubarrota em 1385. Segundo Fernão Lopes, Pedro López de Ayala foi um dos três emissários de Castela que se encontraram com Nuno Álvares Pereira algumas horas antes da batalha. Esse evento é também relatado pelo próprio Ayala.
Combateu com bravura e foi preso coberto de feridas e «com dentes partidos», não que sem antes tentasse comprar a sua fuga, Desta vez o seu cativeiro foi muito mais duro, pois esteve preso durante um ano no castelo de Leiria e depois no castelo de Óbidos. Enquanto esperava o seu resgate escreveu o seu Libro de la caza de las aves e parte do seu Rimado de Palacio. Foi libertado em troca de 30 000 dobras depois de muitos intercederem em seu favor, como a sua mulher Leonor de Gusmão, o grão-mestre da Ordem de Calatrava e os reis de Castela e de França.
Depois da sua libertação em 1388 ou 1389, recebeu novas honrarias, como ser nomeado camareiro e copeiro-mor da corte. Além disso prosseguiu a sua atividade diplomática em França. Negociou acordos entre Inglaterra e Castela que conduziram à Paz de Trancoso (Tratado de Baiona); também interveio no casamento entre o príncipe herdeiro Henrique com Catarina de Lencastre, e instituiu o título de Príncipe de Astúrias. Opôs-se prudentemente à divisão do reino proposta por João I nas Cortes de Guadalajara e, quando este monarca morreu em 1390, fez parte do Conselho de Regência durante a menoridade do futuro Henrique III. Em 1392 conseguiu que fosse assinada a paz entre portugueses e castelhanos, pondo fim a uma guerra prolongada e desastrosa para ambos os reinos. Em seguida retirou-se durante algum tempo para as suas terras, onde se dedicou ao estudo e às Letras. Voltou a Castela para ser nomeado chanceler-mor do reino em 1398, e quando morreu subitamente em Calahorra ainda prosseguia com as suas atividades de representante exterior de Castela.
Está sepultado com a sua mulher no mosteiro de Quejana, em Álava, mantido pelas  freiras dominicanas que ali viveram até 2008. O túmulo tem duas estátuas jacentes em alabastro, que se encontram ao pés do retábulo do mosteiro, junto a outras estátuas jacentes dos pais do chanceler, Fernando e Elvira. O retábulo é uma réplica inaugurada em 1959, pois o original encontra-se em Chicago.
O chanceler Ayala viveu numa época turbulenta para toda a Cristandade, por causa do Grande Cisma do Ocidente, ao qual alude de forma angustiada no sue Rimado de Palacio, pois existia a crença de que enquanto esse cisma existisse nenhuma alma se salvaria.

## Obra literária
A formação do chanceler Ayala era muito mais extensa do que era costume na sua época. Além da Bíblia, conhecia a obra de Tito Lívio, Valério Máximo, Santo Agostinho, Boécio, São Gregório Magno, Santo Isidoro, Gil de Roma, Vegécio, Boccaccio e alguma das versões da Estoria de España de Afonso X, o Sábio. Além disso, conhecia as coleções jurídicas do seu tempo, como as de Juan Andrés, Giovanni Andrea, o Decreto de Graciano, etc.

### Rimado de Palacio

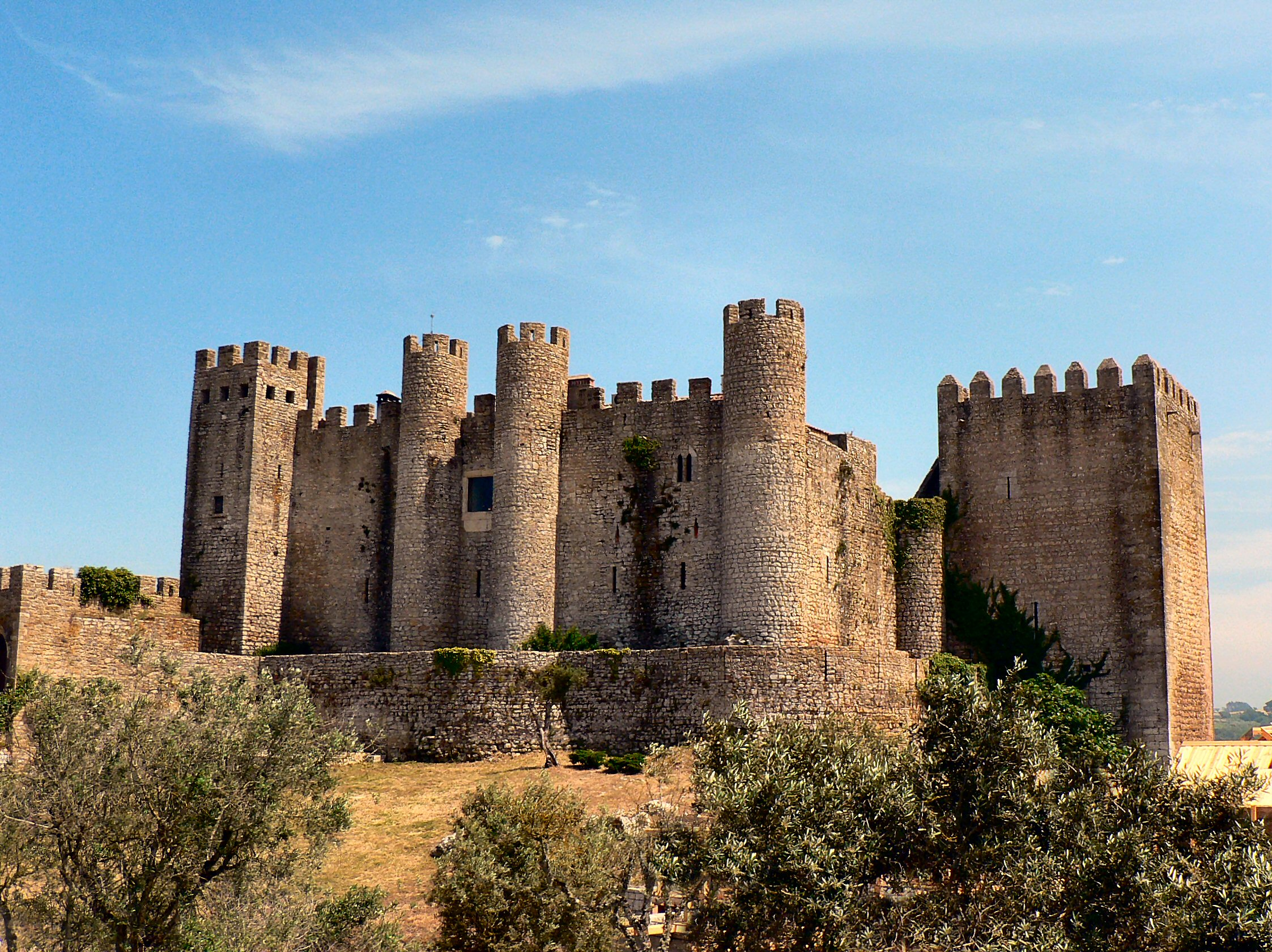
Castelo de Óbidos, onde Pero Ayala esteve preso após a batalha de Aljubarrota

É especialmente famosa a sua obra satírica e didática Rimado de Palacio, também conhecido como Los Rimos, um conjunto de cerca de 8 200 versos escritos na sua maior parte em cuaderna vía (estrofe de quatro versos alexandrinos com uma só rima), onde, após fazer uma confissão geral dos seus pecados, passa em revista a sociedade do seu tempo, descrevendo com ironia os seus contemporâneos da hierarquia civil e religiosa — «Se estes sãom ministros, são-no de Satanás / pois nunca boas obras tu fazer os verás», — atacando os seus hipócritas valores políticos, sociais e morais, misturando quadro realistas e dissertações moralizantes. Os judeus também não são muito bem tratados. Queixa-se amargamente de como se acumulam impostos sobre os pobres peixeiros e como isso provoca uma crise demográfica.
A prisão pôs fim as estas reflexões e o poeta desabafa em canções líricas. Umas são dedicadas à Virgem ou prometem visitar diversos santuários; outras são oarções duma religiosidade mais íntima, pois deixam ver uma angústia real ante a possibilidade de que Deus tenha condenado a sua alma pelos seus pecados. A parte final do poema é, na realidade, um centón que inclui paráfrases de diversas passagens da Moralia, um comentário de São Gregório Magno sobre o Livro de Jó que López de Ayala tinha traduzido.
Na realidade, o Rimado de Palacio é uma mistura heterogénea de diversos materiais poéticos aos quais o seu autor deu uma certa unidade com estrofes de transição de uns temas para outros. As composições líricas estão feitas em zéjel, e as passagens em cuaderna vía têm alguns hemistíquio de oito sílabas. Outras passagens, de composição mais tardia, como o Deitado del Cisma de Occidente, usam já o verso largo. O livro foi começado antes de 1385 e ficou concluído em 1403.

### Libro de la caza de las aves

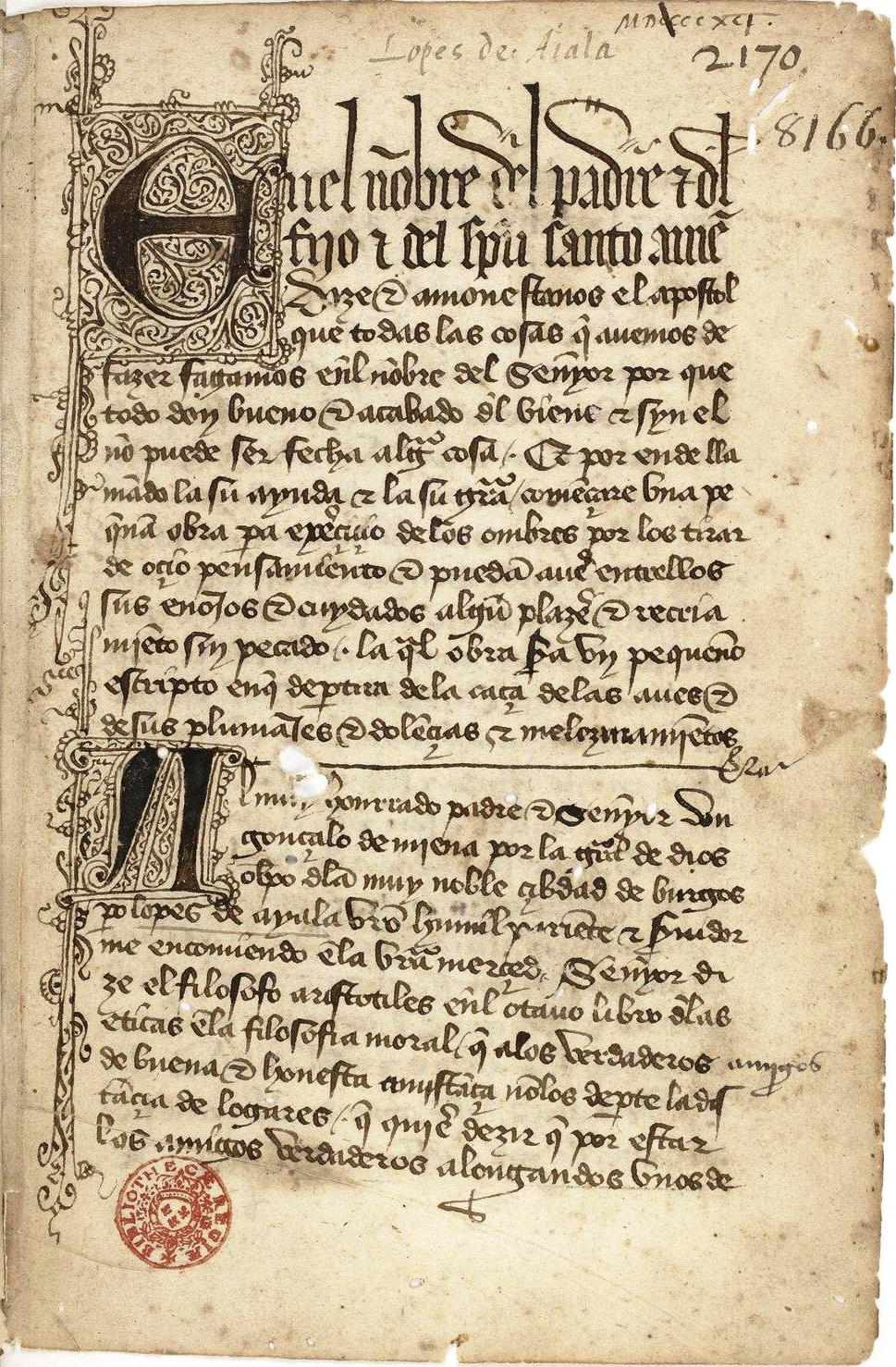
Primeira página do manuscrito do Libro de la caza de las aves

Neste livro, Pero Ayala recolheu todo o conhecimento prático que tinha acumulado acerca da arte da falcoaria. Foi redigido enquanto o autor esteve preso em  Óbidos, Portugal, após a batalha de Aljubarrota. Conservam-se uma trintena de cópias desta obra, a maioria na Biblioteca Nacional de Espanha, mas também há exemplares na Grã-Bretanha (um), França (dois), Itália (três), Estados Unidos (quatro), bem como na posse de privados (mais de seis).

### Historia de los reyes de Castilla
Esta obra inclui as crónicas dos reinados de Pedro I de Castela, Henrique de Trastâmara (Henrique II de Castela) e João I de Castela, além de outra que ficou incompleta sobre o reinado de Henrique III de Castela, todas reunidas sob o título de História dos reis de Castela. Nesta obra mostra-se como um historiador de bastante maior rigor que os seus contemporâneos Matteo Villani ou Froissart, pois possuía dotes de penetração psicológica e observação mais agudos do que estes, como se deduz, por exemplo, pelo facto de que ambos procurem as cenas pitorescas e se recriem as pompas cavalheirescas, enquanto que López de Ayala só se preocupa com os factos e circunstâncias que os rodeiam. Vivaz nos retratos, com a sua narração logra um dramatismo sóbrio que faz esquecer por completo e para sempre a frieza dos velhos cronicões.

### Traduções e outras obras
Pero Ayala traduziu obras de alguns autores da Antiguidade como Tito Lívio (as primeiras décadas), em quem estava interessado como historiador que era, mas também de filósofos como Boécio (De consolatione philosophiae) e de autores mais modernos, como  Santo Isidoro (De summo bono), São Gregório Magno (Moralia) e inclusivamente contemporâneos como Guido delle Colonne (Crónica troiana) e Boccaccio (Queda dos príncipes). Empenhou-se especialmente nos comentários morais de São Gregório ao Livro de Jó e não só os editou separadamente com o título de Flores de los morales de Job, como pôs em verso parte dessa obra no seu Rimado de Palacio.
Escreveu ainda a Linaje de Ayala, um estudo genealógico. O poeta castelhano Pero Ferrús (fl. 1380) dedicou uma das suas cantigas a López de Ayala.